# Cryptocephalus transiens
Cryptocephalus transiens là một loài bọ cánh cứng trong họ Chrysomelidae. Loài này được Franz miêu tả khoa học năm 1949.